# Trigonomima argentea
Trigonomima argentea là một loài ruồi trong họ Asilidae. Trigonomima argentea được Shi miêu tả năm 1992. Loài này phân bố ở miền Ấn Độ - Mã Lai.